# Ginette Kolinka
Ginette Kolinka, född Cherkasky 4 februari 1925 i Paris, är en fransk förintelseöverlevare. 

## Biografi
Kolinka växte upp i Paris i en judisk familj som yngst av sex systrar men med en yngre bror som föddes 1931. I och med den nazityska ockupationen av norra Frankrike och Paris sommaren 1940 blev situationen för judar förfärlig, och i juli 1942 flydde familjen till Avignon i södra Frankrike, som då tillhörde Zone libre. I november 1942 invaderades detta område av Tysklands och Italiens arméer och kallades nu Zone sud, och var därmed inte längre någon säker plats för den judiska folkgruppen.
Tillsammans med sin far, sin 12-årige bror och en 14-årig kusin arresterades hon av den nazityska ockupationsmakten den 13 mars 1944. Med olika transporter fördes hon till interneringslägret Drancy utanför Paris. Den 13 april 1944 transporterades hon vidare med Konvoi nr 71 den 13 april 1944(fr) och anlände till Auschwitz den 16 april 1944. Hennes far Léon Cherkasky, 61 år, och bror Gilbert Cherkasky, 12 år, mördades kort efter ankomsten, medan Kolinka bedömdes som användbar som arbetskraft och därför fick leva vidare. Hon delade detta öde med ytterligare några personer från denna transport "Konvoi nr 71" som kommit att bli notabla överlevare, bland annat Marceline Loridan-Ivens, Simone Veil, Anne-Lise Stern(en), Odette Spingarn(en) och Léa Feldblum(en).
Efter sex månader under fruktansvärda förhållanden transporterades hon i oktober eller november 1944 till koncentrationslägret Bergen-Belsen för att i april 1945 föras till koncentrationslägret Theresienstadt norr om Prag. Den 6 juni 1945 återfördes hon till Frankrike och kunde återförenas med sin mor och fyra systrar.
Kolinka gifte sig med Albert Kolinka den 13 april 1951, och förblev tyst om sina minnen och upplevelser fram tills hon blev änka 1993. Hon har därefter kommit att bli en kraftfull ambassadör för att sprida kunskap om Förintelsen.
År 2024 gavs boken Ginette Kolinka: överlevare från Auschwitz-Birkenau ut på svenska. Boken är i serieform, tecknad och skriven av Aurore D’Hondt, och vänder sig till barn och ungdom. Boken beskrivs som "en mycket stark skildring av ett gripande vittnesmål av en självlärd tecknare som lagt ner hela sin själ för att föra Ginettes budskap vidare till eftervärlden".

### Om Kolinka
- Hondt, Aurore d'; Riomar Sandra (2024). Ginette Kolinka: överlevare från Auschwitz-Birkenau (1:a upplagan). [Trosa]: Kartago. Libris h1qt3vrnfpjfhwwk. ISBN 9789175154619